# Molly Maguires
Molly Maguires ist der Name eines geheimen, irischen Bergarbeiterbundes, der Ende des 19. Jahrhunderts in den Kohleminen von Pennsylvania in den Vereinigten Staaten aktiv war.
Die Gruppe galt als gewalttätig, wenn es auch nie eindeutige Beweise gab, dass die der Gruppe zugeordneten Gewalttaten tatsächlich auf das Konto einer geheimen Organisation gingen. Benannt wurde die Gruppe nach Molly Maguire, einer Führerin einer irischen Geheimorganisation um 1840.
Die Geschichte der Molly Maguires wurde in den USA mit Sean Connery und Richard Harris nach einer Vorlage von Arthur H. Lewis unter dem Titel Verflucht bis zum jüngsten Tag (engl.: The Molly Maguires; USA, 1970) verfilmt.
Im Roman Das Tal der Angst von Arthur Conan Doyle werden die Molly Maguires mit der dort beschriebenen verbrecherischen Gruppe der Scowrers verglichen.
Michael Dunn äußert in einem Blogpost harsche Kritik an der einseitigen Darstellung der Ereignisse. 